# Michelbeke
Michelbeke är en ort i Belgien.   Den ligger i provinsen Östflandern och regionen Flandern, i den centrala delen av landet, 40 km väster om huvudstaden Bryssel. Michelbeke ligger 43 meter över havet och antalet invånare är 902.
Terrängen runt Michelbeke är platt. Runt Michelbeke är det ganska tätbefolkat, med 248 invånare per kvadratkilometer.. Närmaste större samhälle är Zottegem, 5,1 km nordost om Michelbeke. 
Omgivningarna runt Michelbeke är en mosaik av jordbruksmark och naturlig växtlighet.

## Sport
Volleybollklubben Volley Saturnus Michelbeke  (som bl.a. spelat final i belgiska cupen) kommer från orten.